# 고베 시립 박물관

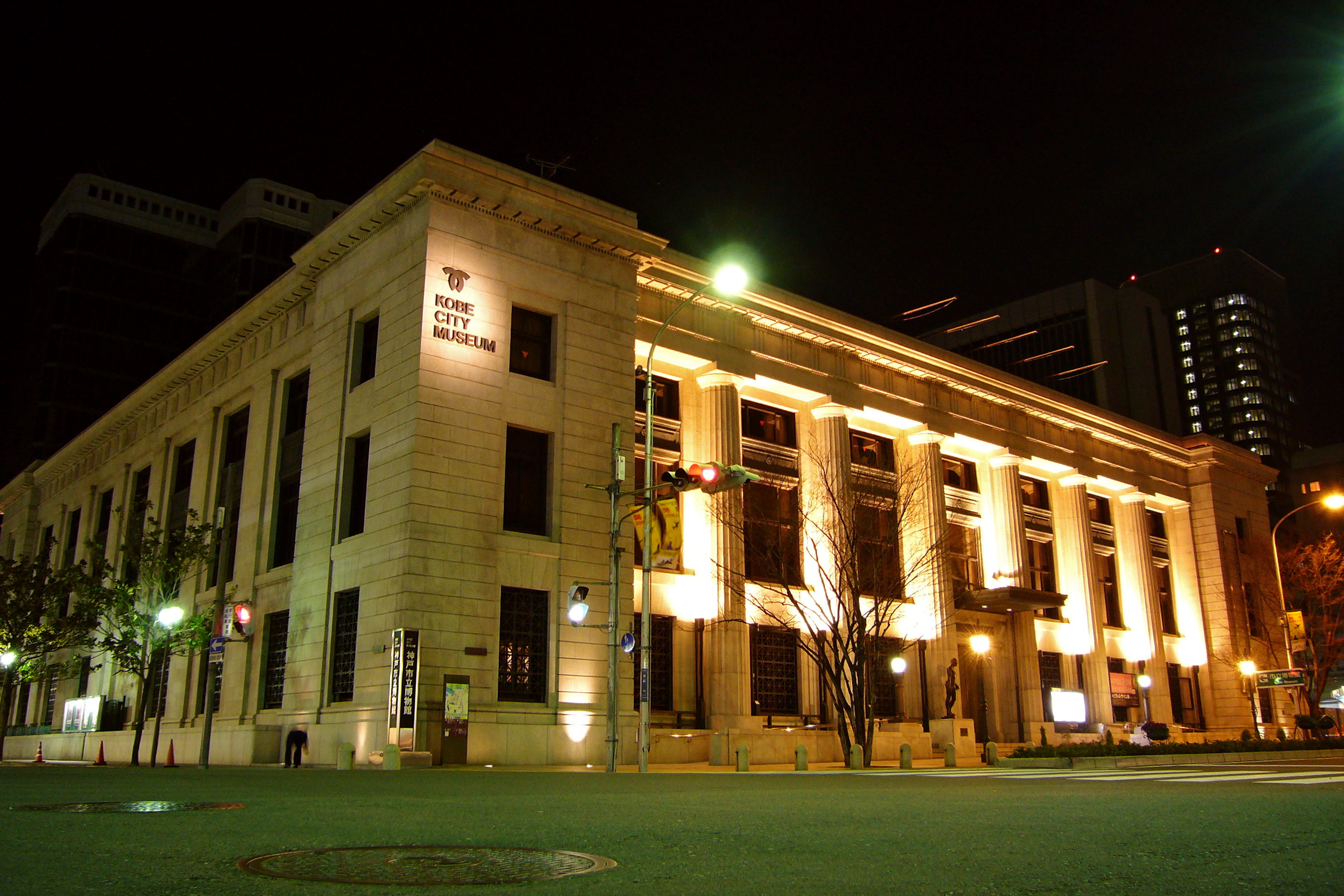
고베 시립 박물관

고베 시립 박물관(일본어: 神戸市立博物館)은 효고현 고베시 주오구에 위치한 박물관이다.